# Javairô Dilrosun
Javairô Joreno Faustino Dilrosun, född 22 juni 1998 i Amsterdam, är en nederländsk fotbollsspelare som spelar för Feyenoord. Han representerar även det nederländska landslaget.

## Karriär
Den 31 augusti 2021 lånades Dilrosun ut av Hertha Berlin till Bordeaux på ett säsongslån. Den 11 juli 2022 värvades Dilrosun av Feyenoord, där han skrev på ett fyraårskontrakt.